# گوهرتپه
گوهَرتَپّه یکی از محوطه‌های بزرگ پیش از تاریخ شمال ایران در استان مازندران شهرستان بهشهر ۲ کیلومتری شمال غربی شهر رستمکلا یا کیلومتر ۳۰ جاده ساری–بهشهر قرار گرفته‌است.

## پیشینه گوهرتپه
انسان‌هایی که در غارهای باستانی مازندران چون غار گمیشان و غارهای هوتو و کمربند زندگی می‌کردند پس از خروج از غار به مرور باعث پیدایش گوهرتپه شدند، این تپه انسان‌ساز است؛ یعنی با گذشت زمان، مردم ساکن با از بین رفتن مکان‌های قبلی به مکان‌های بالاتر آمده‌اند. در عصر نوسنگی شکل زندگی روستا نشینی داشته و در دوره برنز و مفرغ مورد توجه قرار گرفته و حالت شهرنشینی پیدا کرده‌است. احتمالاً تا دوره برنز میانی فضای مسکونی و محل دفن در یک مکان بود. اما در دوره برنز متأخر (۴۰۰۰ سال قبل) هم از وسعت شهر کاسته شد و هم قبرستان را به خارج از فضای مسکونی انتقال داده‌اند. در بین دوره برنز و آهن حدود ۲۰۰ سال این منطقه خالی از سکنه شد و در عصر آهن قبرستان را به خارج از مکان مسکونی بردند و مکان دارای سراشیبی را برگزیدند تا شاهد نفوذ آب نباشند. اقوام این منطقه پس از فروپاشی شهر و کوچ به مناطق کوهستانی اجساد نیاکان خود را برای تدفین در زادگاه‌شان به گوهر تپه حمل کرده و همراه با مراسم آیینی در این منطقه به خاک می‌سپردند. (این رسم همچنان در میان کوچ نشینان منطقه رایج است و نیاکان خود را در زادگاه‌شان تدفین می‌کنند)
این محوطه باستانی در دشت رسوبی واقع شده که در جنوب آن ارتفاعات با پوشش جنگلی و کوهستان سرسبز قرار گرفته‌است. همچنین تراس‌های مناسب و دشت‌های میان کوهی در ارتفاعات منتهی به دشت‌ها از مکان‌های قابل جذب نخستین گروه‌های ساکن در منطقه بود که شواهدی از دوران پارینه سنگی و فرا پارینه سنگی در این دره‌ها به دست آمده‌است.
در جریان دوران‌های زمین‌شناسی غارهای زیادی در این منطقه تشکیل شده که در نتیجه، استقرارهای بعدی انسان در آنها ایجاد شده‌است.
گوهرتپه یکی از استقرارگاه‌های پیش از تاریخی ایران است که در دوران مس و سنگ (۳۵۰۰ ق. م) شکل گرفته‌است. قرار داشتن این محوطه در حد فاصل دره‌ها و غارهای باستانی همچون غار هوتو، غار کمربند و غار کومیشان اهمیت آن را دو چندان کرده‌است. با توجه به سرچشمه‌های آبی، جنگل، دریا، غارها، منابع مصنوعات سنگی و شرایط مطلوب منطقه همراه با پتانسیل‌های موجود دیگر، گوهرتپه به صورت تدریجی مسیر توسعه را پیمود و در دوران مفرغ (۱۸۰۰–۳۰۰۰ ق. م) به شهری بزرگ با وسعت ۵۰ هکتار تبدیل شد بود.
بقایای آثار فرهنگی به دست آمده در میان لایه‌های دوره مس و سنگ (کالکولتیک) و عصر مفرغ (برنز) و شیوه توزیع و پراکنش آن در سطح تپه بیانگر آن است که توسعه گوهرتپه روند تدریجی داشته و این محوطه در دوره مفرغ میانی (۲۴۰۰ ق. م) به بالاترین حد وسعت رسید، هم چنین بقایای تدفین دروه مفرغ جدید (۱۷۰۰ ق. م) بر روی لایه‌های مفرغ میانی گویای این مطلب است که در دوره مفرغ جدید از وسعت گوهر تپه کاسته شده و گورستان به خارج از فضای مسکونی هدایت شده‌است.
تحول تدریجی اواخر دوره مرغ جدید تا عصر آهن II (۱۱۰۰ ق. م) با پژوهش و مطالعه بر روی آثار فرهنگی همچون سفال، اشیا مفرغی (برنزی)، مهر، اشیا تزیینی، ساختارهای معماری قابل شناسایی می‌باشد.
چنین به نظر می‌رسد آنچه به عنوان مواد فرهنگی دوره مفرغ جدید (۱۷۰۰–۲۰۰۰ ق. م) در لایه IIIc تپه حصار دامغان و گورستان قیطریه تهران در عصر آهن I (۱۵۰۰ ق. م) به دست آمده، در گهرتپه در میان تدفین‌های عصر آهن II (۱۱۰۰ ق م) قابل پیگیری می‌باشد. آثار معماری بدست آمده در گوهر تپه استفاده از چینه، خشت و سنگ را در پی بناها تأیید نموده که به وسیله تیرک‌های چوبی و افقی و نی اندود شده، پوشش دهده شده‌اند.
در گوهرتپه ابزارهای سنگی زیادی بدست آمده که از آن جمله می‌توان به تیغه‌ها، تراشه‌ها و هاون‌های سنگی اشاره کرد که از کانی‌های چرت و فلینت در میان لایه‌های سنگ آهک منطقه به دست آمد و کاربرد این ابزارهای سنگی جهت درو کردن غلات، تکه کردن گیاهان و گوشت حیوانات و آسیاب کردن گندم و دانه‌های گیاهی بوده‌است.
از جمله آثار شاخص یافت شده طی کاوش‌های علمی باستان‌شناسی در گوهرتپه می‌توان به جنگ‌افزارهای مفرغی و آهنی شامل سرنیزه، خنجر و هم چنین اشیاء تزیینی (آویز، گردنبند، دستبند و …) و مهره‌های سنگی، پیکرک‌های حیوانی و انسانی، ریتون‌های سفالی به شکل لاک‌پشت و پرنده و ابزار استحصال و نمونه‌های مختلف دوک، سردوک، فلاخن و ژتون و دیسک‌های سفالی اشاره کرد.

## نگارخانه

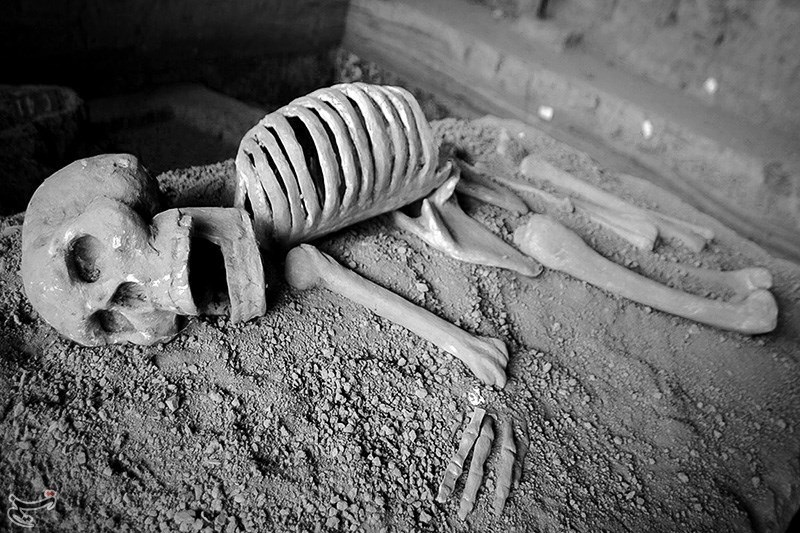
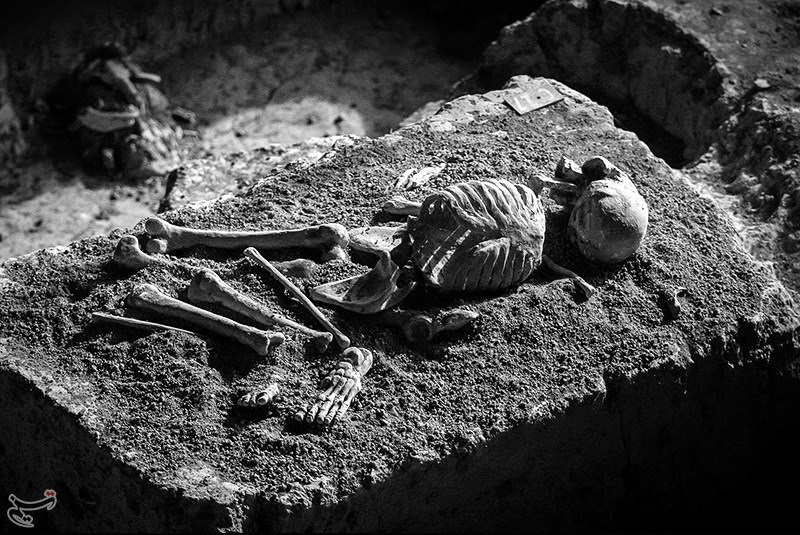
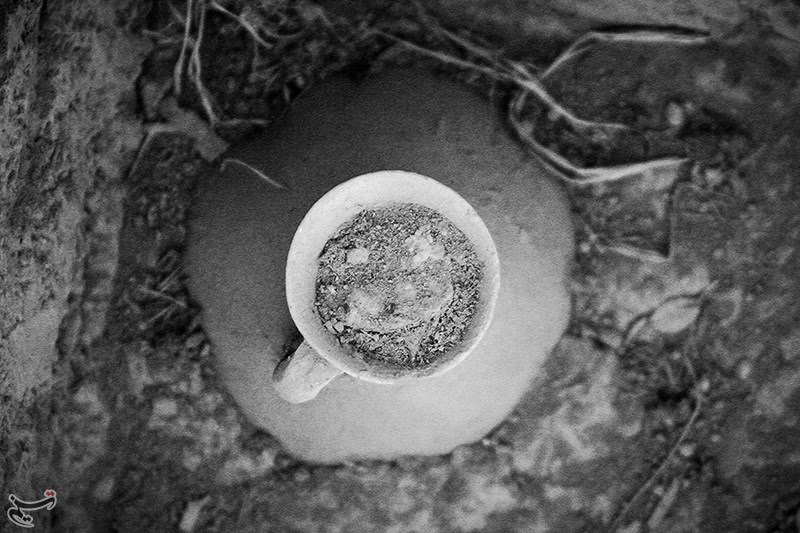
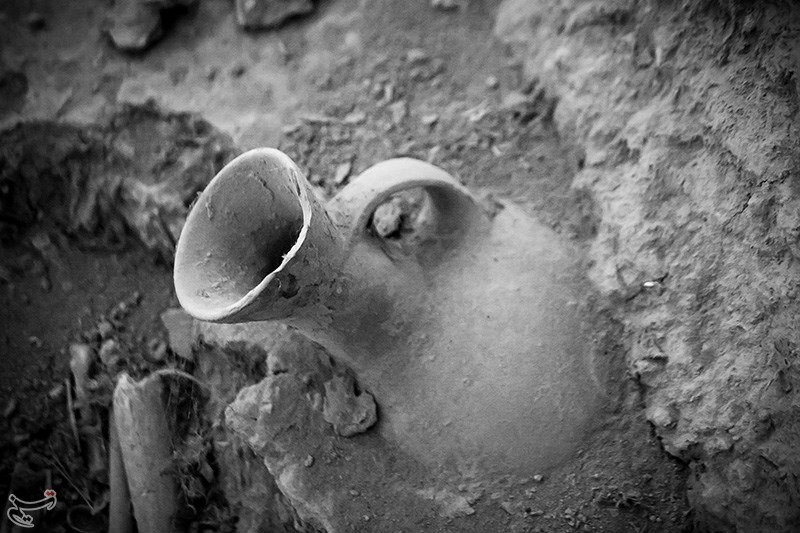
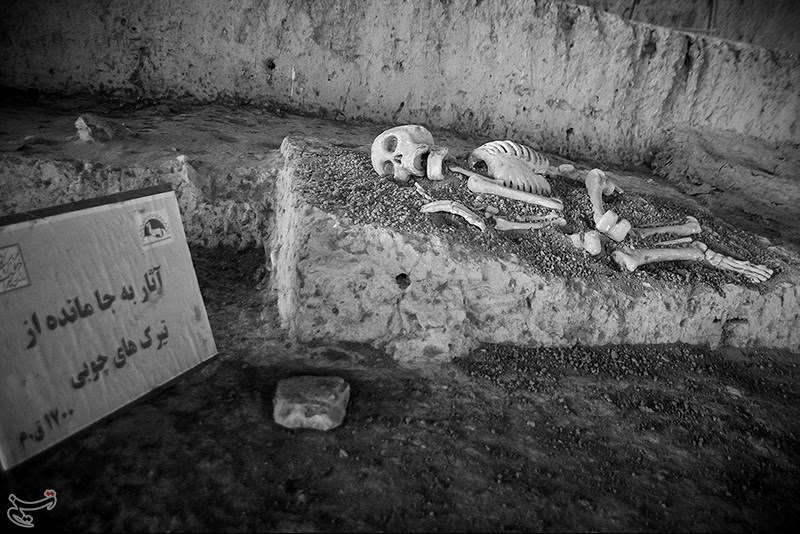
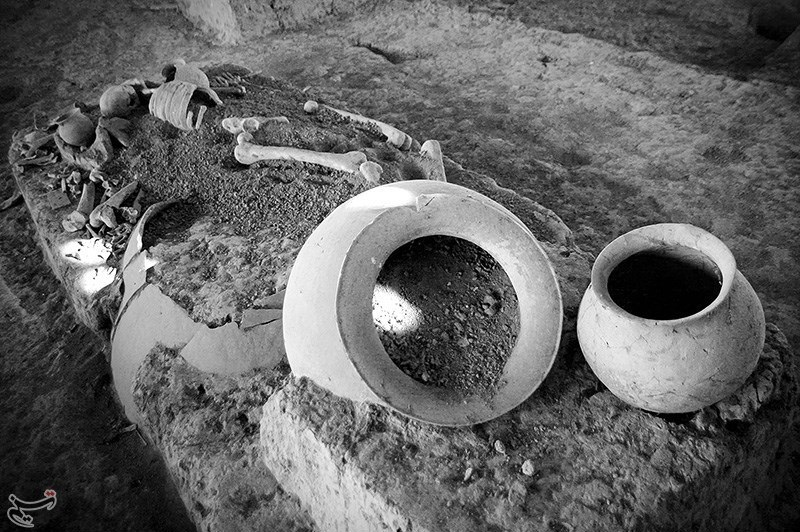
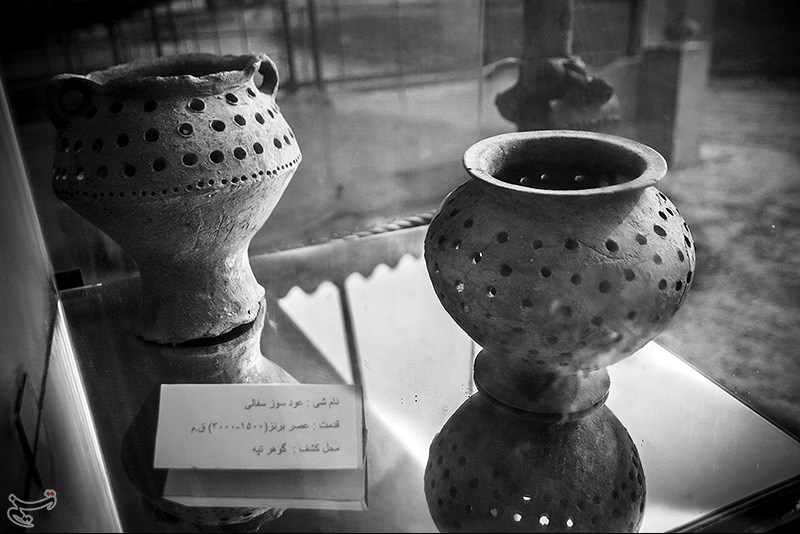
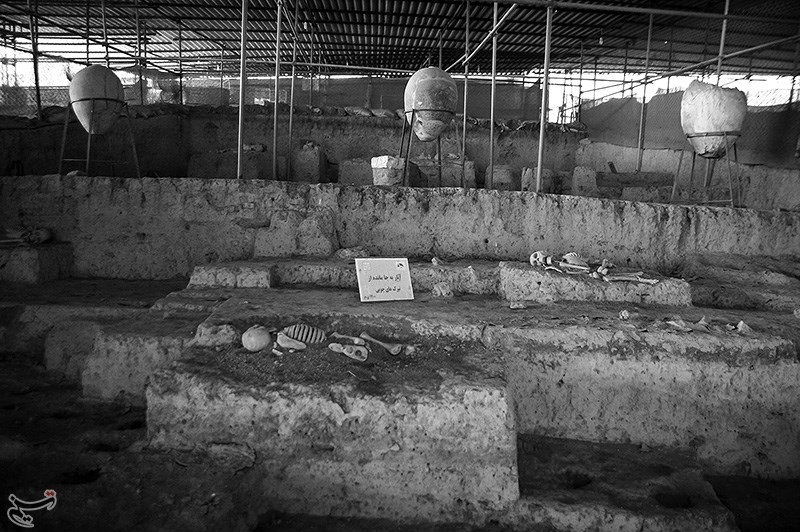
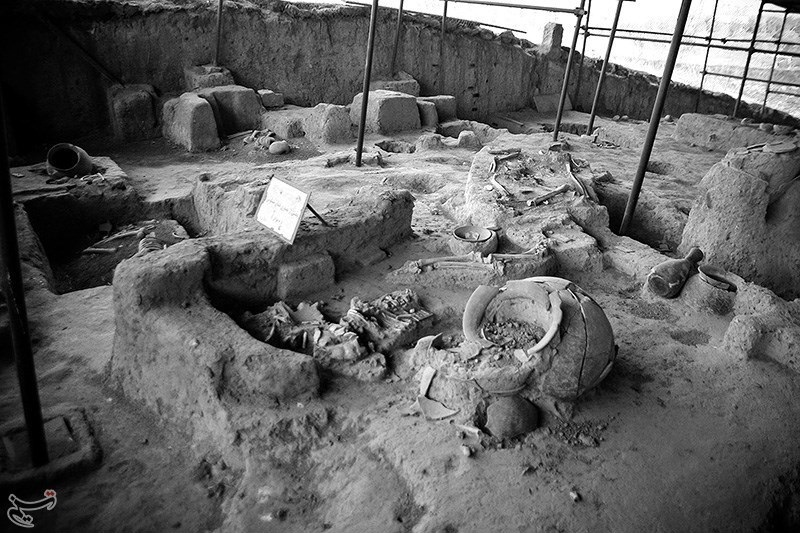
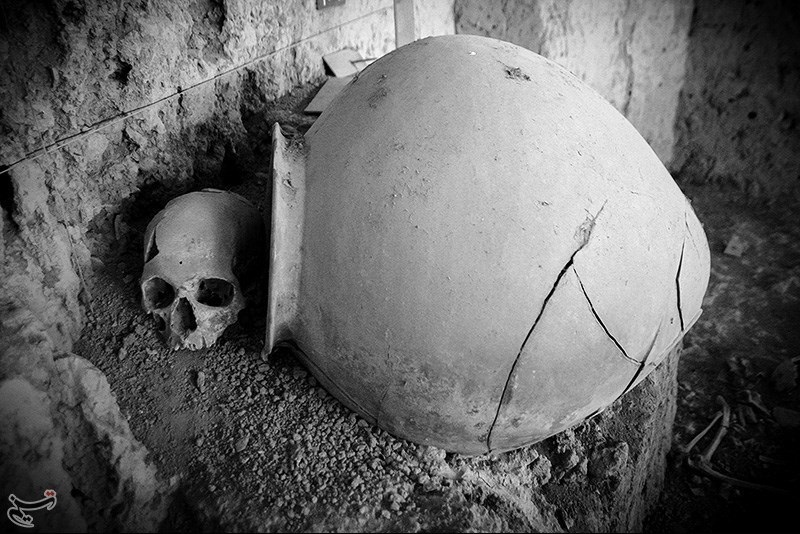
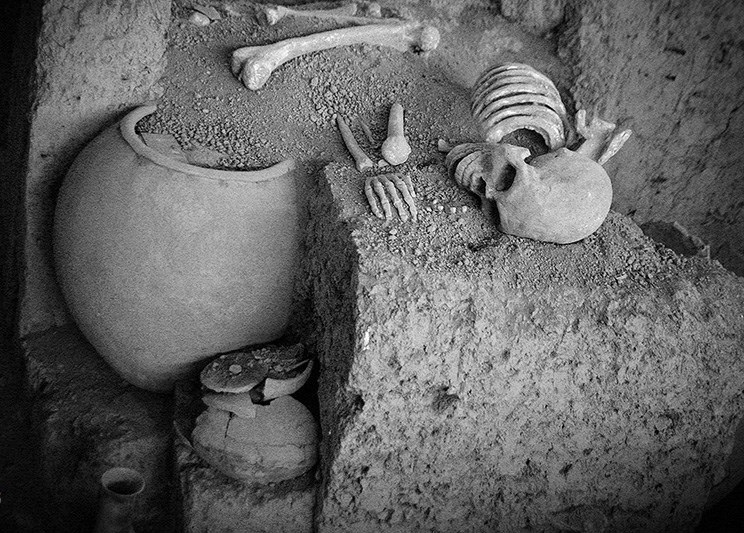
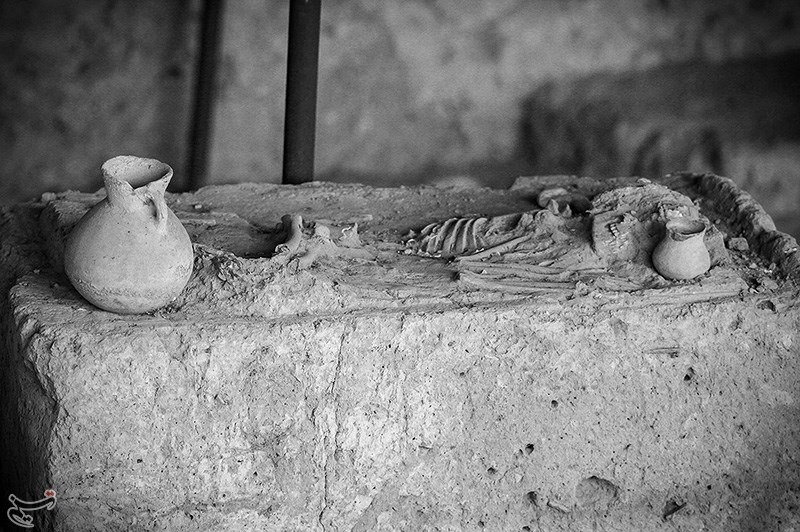
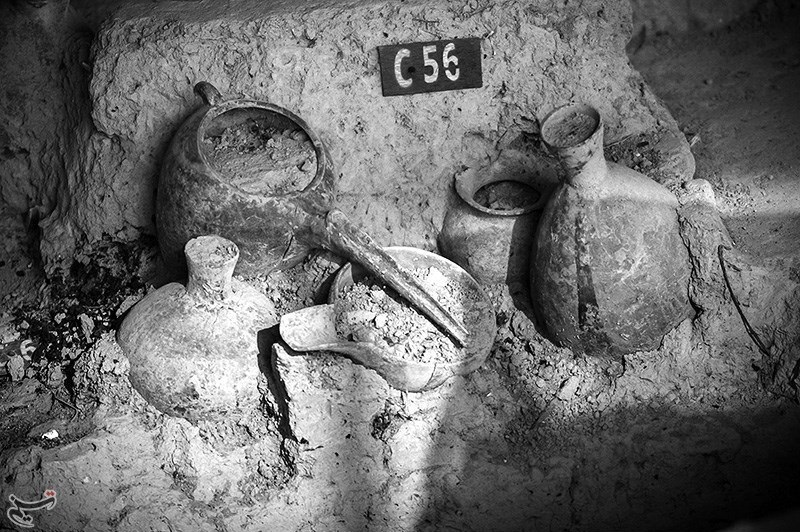

## وجه تسمیه
الف) آثار و گورهای به دست آمده در گوهرتپه در ارتفاع بسیار کمی از سطح زمین‌های زراعی قرار داشته و با شخم زدن اهالی جهت کشاورزی به گوهر و گنجینه‌های تپه دست پیدا می‌کردند به همین دلیل آن را گوهر تپه نامیدند.
ب) معمولاً در نام‌گذاری تپه‌ها از نام واپسین مالک تپه یا زمین زراعی استفاده می‌شده‌است.

## افسانه‌هایمحلی
اقوام این منطقه پس از فروپاشی شهر گوهرتپه و کوچ به مناطق کوهستانی اجساد نیاکان خود را برای تدفین در زادگاه‌شان به گوهرتپه حمل کرده در این منطقه به خاک می‌سپردند. با توجه به حفره‌هایی در گوهرتپه از دیرباز وجود داشت مردم معتقد بودند در عیدهای ایران باستان اسبی از خاک (همان حفره‌ها) بیرون می‌آید و به سمت دریا می‌رود تا آب بنوشد، اگر کسی این اسب را ببیند و با گِل به او بزند آن اسب به طلا تبدیل می‌شود.
مختصات جغرافیایی: ۳۶°۴۰'۴۹٫۹۰"N ۵۳°۲۴'۴۴٫۳۱"E